# Балка Хан-Тарама
Балка Хан-Тарама, Балка Червона — балка (річка) в Україні у Бойківському районі Донецької області. Права притока річки Кальміусу (басейн Азовського моря).

## Опис
Довжина балки приблизно 10,41 км, найкоротша відстань між витоком і гирлом — 8,07  км, коефіцієнт звивистості річки — 1,12 . Формується декількома балками та загатами.

## Розташування
Бере початок у селі Новаласпа. Тече переважно на південний схід через село Білу Кам'янку, урочище Новоселівку і на північно-східній стороні від села Гранітне впадає у річку Кальміус.

## Цікаві факти
- Від гирла балки на східній стороні на відстані приблизно 2,2 км розташований Кальміуський заповідник[2].
- У XX столітті на балці існували молоко-, птице-, та вівце-тваринні ферми (МТФ, ПТФ та ВМФ), водокачка, декілька водосховищ та газових свердловин[1].